# Ԑ̈
"'Ԑ̈'" (minúscula: ԑ̈; cursiva: Ԑ̈ ԑ̈) es una letra del alfabeto cirílico.
Ԑ̈ es utilizado en el idioma janty.

## Códigos de computación
| Carácter                    | Ԑ                                                 | Ԑ                                                 | ԑ                                               | ԑ                                               | ̈                          | ̈                          |
| --------------------------- | ------------------------------------------------- | ------------------------------------------------- | ----------------------------------------------- | ----------------------------------------------- | ------------------------- | ------------------------- |
| Nombre unicode              | CYRILLIC CAPITAL LETTER REVERSED ZE WITH DIARESIS | CYRILLIC CAPITAL LETTER REVERSED ZE WITH DIARESIS | CYRILLIC SMALL LETTER REVERSED ZE WITH DIARESIS | CYRILLIC SMALL LETTER REVERSED ZE WITH DIARESIS | COMBINING DIARESIS ACCENT | COMBINING DIARESIS ACCENT |
| Codificaciones              | Decimal                                           | hex                                               | dec                                             | hex                                             | dec                       | hex                       |
| Unicode                     | 1296                                              | U+0510                                            | 1297                                            | U+0511                                          | 776                       | U+0308                    |
| UTF-8                       | 212 144                                           | D4 90                                             | 212 145                                         | D4 91                                           | 204 136                   | CC 88                     |
| Numeric Character Reference | &#1296;                                           | &#x510;                                           | &#1296;                                         | &#x511;                                         | &#776;                    | &#x308;                   |